# Gordon Johnson
Lewis Gordon Johnson (ur. 1 sierpnia 1946 w Essendon) – australijski kolarz torowy i szosowy, dwukrotny medalista torowych mistrzostw świata.

## Kariera
W 1964 roku Gordon Johnson wystartował na igrzyskach olimpijskich w Tokio, odpadając już w eliminacjach sprintu indywidualnego. Cztery lata później, podczas igrzysk olimpijskich w Meksyku ponownie nie przebrnął eliminacji sprintu, ale w wyścigu tandemów zajął dziesiąte miejsce. Na torowych mistrzostwach świata w Leicester Australijczyk wywalczył złoty medal w sprincie, wyprzedzając bezpośrednio Włocha Sante Gaiardoniego i Holendra Leijna Loevesijna. W tym samym roku brał również udział w igrzyskach Brytyjskiej Wspólnoty Narodów w Edynburgu, gdzie zwyciężył w wyścigu tandemów, a w sprincie indywidualnym był drugi. Ostatni medal zdobył podczas mistrzostw świata w Marsylii w 1972 roku, kiedy zdobył srebrny medal w sprincie indywidualnym, ulegając tylko Robertowi Van Lanckerowi z Belgii. Startował także w wyścigach szosowych, wygrywając między innymi kryteria w Amsterdamie i Mediolanie w 1970 roku.
Jego ojciec Tassy Johnson również był kolarzem.